# Heinz-Wolfram Mascher
Heinz-Wolfram Mascher (* 2. Dezember 1927 in Koblenz; † 1. April 1993 in Berlin) war ein deutscher Jurist, Funktionär der Freien Deutschen Jugend und Abgeordneter der Volkskammer der DDR und Funktionär der Blockpartei CDU der DDR.

## Leben und Wirken
Der Sohn eines Pfarrers besuchte die Volks- und Oberschule und schloss diese mit dem Notabitur ab. Zunächst ab 1943 Luftwaffenhelfer, wurde er später zum Reichsarbeitsdienst und 1945 als Matrose zur Kriegsmarine eingezogen. Nach der Entlassung aus der englischen Kriegsgefangenschaft im Dezember 1945 ging er in die damalige Sowjetische Besatzungszone nach Lindenberg (Kreis Pritzwalk) in dem sein Vater seit 1932 als Pfarrer tätig war. Im März 1946 gründete er dort den antifaschistischen Jugendausschuss und überführte die Gruppe am 3. Mai 1946 in die Freie Deutsche Jugend (FDJ). Er war Mitglied des Kreisvorstandes der FDJ und Delegierter der FDJ-Parlamente in Brandenburg und Meißen. Am 28. Juni 1946 wurde er Mitglied der CDU. Seit 1948 war er Mitglied des Vorstandes der CDU in Kyritz und leitete die Arbeit der CDU im Kreisverband Ostprignitz. Ab 1946 war er als Elektriker tätig und besuchte gleichzeitig die Oberschule in Kyritz und legte dort 1948 das Abitur ab. Im selben Jahr bewarb Mascher sich an die Freie Universität Berlin, bekam aber keine Zulassung. Im Herbst 1949 wurde er an der Humboldt-Universität zu Berlin immatrikuliert und studierte, bis zum Abschluss mit dem Staatsexamen 1955, Jura. Mit Beginn des Studiums wurde er Mitglied im Studentenrat, der FDJ-Hochschulgruppe und von 1949 bis 1959 im Zentralrat der FDJ. Von 1950 bis 1959 war er auch Mitglied des Büros des Zentralrates. Er leitete außerdem die Arbeit der CDU-Hochschulgruppe.
Seit 1950 war er Mitglied der Volkskammer der DDR und ab 1955 Mitglied des Bezirksvorstandes Berlin und des Hauptvorstandes der CDU. Vom Zentralrat der FDJ wurde Mascher gerne als Gesprächspartner für christliche Kreise und als Kontaktperson zu kirchlichen Jugendfunktionären in der Bundesrepublik Deutschland eingesetzt und nahm auch an kirchlichen Veranstaltungen in der BRD teil. Beruflich war er nach Abschluss seines Studiums als Richter am Berliner Kammergericht tätig.
Während der Auseinandersetzungen um die Junge Gemeinde und die Studentengemeinde 1952/1953 war sein Verhalten ambivalent. Auf der einen Seite wollte er fortschrittliche Kirchenleitungen und Geistliche gewinnen, um durch diese die Aktivitäten der Jungen Gemeinde als Konkurrenz zur FDJ zu begrenzen. Gleichzeitig wollte er die Kirchenjugend spalten, indem die „Reaktionäre“ entlarvt, die „Fortschrittlichen“ aber in die CDU, der FDJ und den Christlichen Arbeitskreisen für den Frieden integriert werden sollten. Auf der anderen Seite lehnte er eine „fortwährende Nadelstichpolitik“ ab, da dadurch nicht die Spaltung, sondern sich der Zusammenhalt unter den Reaktionären intensivieren würde. Er benutzte auch seine Möglichkeiten als Volkskammerabgeordneter, um Übergriffe auf Mitglieder der Jungen Gemeinde zu verhindern und Pfarrerskindern die Zulassung zum Studium zu ermöglichen.
1961 nahm Mascher, gemeinsam u. a. mit Ernst von Salomon in Tokio an der Weltkonferenz gegen die Atombombe teil. Die Rückkehr von dieser Reise erfolgte nach dem Mauerbau am 13. August 1961. Seine damalige Frau weilte zu dieser Zeit mit ihrem gemeinsamen Kind bei ihrer Mutter in West-Berlin. Es gelang ihm, illegal die Grenze zu übertreten. Während dieses Aufenthaltes in West-Berlin traf er sich mit Heinz Lippmann (von 1951 bis 1953 Stellvertreter des damaligen FDJ-Vorsitzenden Erich Honecker, dann nach West-Berlin geflohen). Am 26. August 1961, nach seiner Rückkehr in die DDR, wurde Mascher, unter dem Vorwurf ein Agent des Residenten des Verfassungsschutzes Lippmann zu sein, verhaftet. 1963 wurde er zu einer mehrjährigen Haftstrafe verurteilt. Nach seiner Entlassung 1966 war er als Justitiar beim Konsum beschäftigt und wurde Mitglied der SED.

## Ehrungen in der DDR
- Deutsche Friedensmedaille, 1951
- Vaterländischer Verdienstorden der DDR in Bronze (1955)[14]
- Medaille für ausgezeichnete Leistungen
- Ernst-Thälmann-Medaille
- Friedensmedaille der FDJ
- Ehrennadel der Nationalen Front
- Otto-Nuschke-Ehrenzeichen